# 烏克蘭第35獨立海軍陸戰旅
第35獨立海軍陸戰旅（35-та окрема бригада морської піхоти））是烏克蘭海軍下轄的一個海軍步兵旅，隸屬於乌克兰海军步兵，以海軍少將米哈伊洛·奧斯特羅格拉茨基為名，部隊代號A0216。該部隊成立於2018年5月24日，本部位在敖德萨州達奇内。

## 歷史

### 2023年烏克蘭反攻
第35海軍陸戰旅參加了2023年烏克蘭反攻，與第25空降旅、第68猎兵旅和兩個國土防禦部隊作為先頭部隊，從韦利卡诺沃西尔卡方面沿著莫克里亞利河迅速向南推進，類似於美軍在巴格达之战的「滾雷作戰」，打穿了俄羅斯軍隊的防線並攻至馬卡里夫卡。隨後，發布了該部隊在斯托羅熱夫升起烏克蘭國旗的畫面。7月27日，該旅宣布解放旧马约尔斯克。8月16日，該旅與烏克蘭第38獨立海軍陸戰旅共同解放乌罗扎伊涅。

## 編制
- 旅本部
- 第136海軍步兵營（組建中）
- 第137海軍步兵營
- 第18海軍步兵營
- 第88海軍步兵營（空中突擊）
- 第2海軍步兵坦克營
- 第35海軍步兵砲兵團
  - 團本部和目標獲取連
  - 第4海軍步兵自行野戰砲兵營（2S1 Gvozdika）
  - 第5海軍步兵火箭發射砲兵營（BM-21火箭炮）
  - 第6海軍步兵反坦克砲兵營（MT-12「劍」）
  - 第25海軍步兵砲兵偵察營
  - 保安連
  - 工兵連
  - 更換與維修連
  - 後勤連
  - 通信排
  - CBRN防護排
- 第2海軍步兵防空導彈砲兵營
- 第2海軍步兵戰鬥工兵營
- 第2海軍步兵維修營
- 第2海軍步兵後勤營
- 第2海軍偵察連
- 狙擊連
- 電子戰連
- 通信連
- 防空雷達連
- CBRN防護連
- 衛生連
- 軍警連
- 第35海軍步兵旅樂團

## 人物
- 罗曼·赫里博夫：因在蛇岛战役義憤辱罵招降俄軍而闻名。
- 謝爾蓋·德爾杜加（烏克蘭語：Дердуга Сергій Миколайович）：海軍中校，第18海軍步兵營營長。2022年6月3日戰死於尼古拉耶夫州。